# 麻生外語観光&ブライダル専門学校
麻生外語観光＆ブライダル専門学校（あそうがいごかんこうあんどぶらいだるせんもんがっこう）は、学校法人麻生塾が運営する学校の一つ。福岡県福岡市博多区博多駅南にキャンパスを置く、私立の専門学校。
1991年（平成3年）に専修学校麻生外語観光カレッジとして創立し、その後専門学校麻生外語観光カレッジに改称。2009年（平成21年）に麻生外語観光＆製菓専門学校、2023年（令和5年）に、麻生外語観光＆ブライダル専門学校となった。略称は麻生または外語、アルファベットではAFTCと表記する。

## 概要
麻生外語観光&製菓専門学校は日本トップレベルの充実した実習設備・環境で学ぶことができる。また、就職のサポート体制がしっかりしているため大手の企業に内定を勝ち取っている実績がある。

## 教育理念
「志と感謝心」を持ち、変化・多様化していく世の中を活き抜くことができる「業界の専門知識・技術」及び、「社会人基礎力」を備えた人材を育成します。

## 講師陣
業界出身の講師が多く、特にエアライン科は、ANAやJAL、外資系のCA経験者がいる。
他の学科に関しても世界基準の講師陣から指導してもらえる。
また、「就職のASO」と評されるほど麻生外語観光&製菓専門学校の就職率や就職実績は抜群である。それは、講師陣(クラス担任)や就職指導部の先生方が一丸となって学生一人ひとりを全力でサポートするからだ。

## 学科・コース
全て全日制

### エアライン分野
- キャビンアテンダントコース（2年制・女子）
- グランドスタッフコース（2年制・女子）
- グランドハンドリングコース（2年制・男女）

### ブライダル分野
- ウエディングプランナーコース（2年制・男女）
- ドレスフラワーコース（2年制・男女）
- ホテルウエディングコース（2年制・男女）

### ホテル分野
- ホテル・リゾートコース（2年制・男女）
- 海外インターンシップコース（2年制・男女）

### 語学分野
- 英語コミュニケーションコース（2年制・男女）
- グローバルビジネスコース（2年制・男女）
- 国際ツーリズムコース（2年制・男女）
- 韓国語コミュニケーションコース（2年制・男女）

### 留学生限定
- 国際おもてなし科（2年制・男女）
- 日本語科（1.5年制・男女）